# Ostrov svatého Kiliána
Ostrov svatého Kiliána, též Ostrov u Davle, Davelský ostrov nebo i jen Ostrov, je velký říční ostrov na Vltavě (resp. na vodní nádrži Vrané) těsně nad (před) soutokem se Sázavou, u městysu Davle. Na jihu ostrova se nacházejí zbytky středověkého kláštera sv. Jana Křtitele zvaného Ostrovský klášter či klášter Ostrov.

## Popis ostrova
Ostrov o rozloze 3,07 ha (3,37 ha podle katastru nemovitostí, ale tato plocha je nadhodnocená) leží uprostřed Vltavy na říčním kilometru 79,1 – 79,5  
od Mělníka. 
Ostrov je protažený ve směru sever-jih v délce 400 m, široký je jen přibližně 75 m. Rameno oddělující ho od pravého břehu (zvané Klášterské) je hlubší a vede tudy plavební dráha, levé rameno (zvané Kiliánské) je mělké a  bylo původně možné ho přebrodit. Dnes do prostoru ostrova zasahuje vzdutí Vranské přehradní nádrže. 
Pobřeží ostrova je z převážné části strmé, tvořené kamenným záhozem. Výjimku představuje pouze pláž na severu a malý úsek na jihu západního pobřeží, kde se nachází molo. Jižní část ostrova je proti erozi chráněna dvoumetrovým kamenným valem zpevněným i betonem.  Na východním pobřeží je na dvou místech zához přerušen v oblasti kamenných ramp. S ohledem na kolísání hladiny v nádrži (střední výška 199,8 m n. m. se změnou maximálně zhruba o metr) se průběh pobřeží mírně mění, ale polohově výrazněji pouze jižně a severně od ostrova, kde jsou kolem ostrova v řece mělčiny.
V jižní části ostrova se nachází nejvýznamnější ostrovní objekt: zakonzervované zbytky kamenných zdí Ostrovského kláštera, zpevněné betonem. To, co je v současné době v terénu patrné, nepředstavuje původní klášterní zdivo, ale nadezdívky vzniklé v 80. letech 20. století po ukončeném archeologickém výzkumu, sloužící k prezentaci lokality. Většina zdí se nachází v úrovni terénu či jen mírně nad ním. Ještě před polovinou 20. století byly zdi vysoké až 2,5 metru, v roce 1947 se ale mimořádně silná ledová dřenice postarala o jejich značné poškození. 
Výrazněji vyvýšené nad terén jsou v současnosti pouze některé zdi ve východní a jižní části ruin. Zde leží i nejvyšší místo ostrova (205,2 m n. m.), které tvoří kamenný sokl ulomeného kovového kříže. Další vyšší místa jsou pak v oblasti kamenné destrukce klášterních věží.  V severní části zřícenin nalezneme pozůstatek studny, jejíž dno je zhruba v úrovni střední hladiny nádrže. Jižní část ostrova má podobu sníženiny, ohraničené na severu vyvýšenými zbytky kláštera a na ostatních stranách protipovodňovým valem. Povrch ostrova v severní části je srovnaný povodněmi téměř do roviny o nadmořské výšce okolo 201 m n. m.
Ostrov je z větší části porostlý vzrostlým listnatým lesem, nalezneme zde ale i několik smrků. Nejstarší stromy (dva duby v severní části ostrova) pocházejí z konce 30. let 20. století, kdy byl ostrov při archeologickém výzkumu kompletně zbaven vegetace. Zajímavostí je rozsáhlý břečťanový porost ve střední části ostrova, pravděpodobně pozůstatek zahradnických úprav okolí někdejší loděnice KČT. V oblasti s klášterními zbytky je udržováno bezlesí. Příležitostně kosené části jsou zarostlé trávou, ve zbytku území je obtížně prostupný ostružinový porost, kopřivy a křídlatka.
K dalším pozůstatkům lidské činnosti krom základů kláštera patří plavební znaky na severním a jižním okraji ostrova, dvě tabule naučné stezky (umístěné na ostrov v roce 2017), ulomené torzo kovového kříže (s datací na soklu 1938, ale doloženého podstatně dříve), síť pěšin a několik ohnišť. 

## Historie

### Název
Název Ostrov sv. Kiliána je sice v současné době užívaný, ale ne zcela správný, protože vznikl spletením jmen ostrova a kostela na protějším levém břehu. Středověk ho zná jako Ostrov sv. Jana, resp. Ostrov sv. Jana Křtitele, podle názvu místního kláštera.

### Klášter
Ostrovský klášter byl založen roku 999. Původní, převážně dřevěné provizorní stavby vyhořely roku 1137 a následně byly postupně nahrazeny kamennými budovami v románském slohu. Objekt se stal významným střediskem hospodářského a kulturního života v regionu. Klášterní komplex byl v letech 1278 dobyt a vypleněn Branibory. Po dvou stavebních etapách, kdy jej benediktini v raně gotickém slohu obnovili, zažil další vydrancování v roce 1381. Roku 1403 vyhořel a roku 1420 byl obsazen a vypálen husity. Ti řeholníci, kteří přežili, prchli do Sv. Jana pod Skalou. Klášter byl definitivně opuštěn roku 1517, dále stavby využívali již jen poustevníci.
S ostrovským klášterem je spojena i osada neznámého jména, novodobě označovaná Sekanka,  která se nacházela přímo nad ostrovem na ostrohu mezi Vltavou a Sázavou. Z nálezů archeologové usuzují, že bylo řemeslnickým střediskem kláštera a trhovou vsí s raně městským charakterem. Existovalo jen velmi krátce a jeho zánik je předpokládán při braniborském rabování k roku 1278, kdy byl Branibory vyrabován i klášter na ostrově. 
S klášterem souvisí i podzemní prostora ve strmé skalní stěně na pravém břehu Vltavy naproti jižními cípu ostrova několik metrů nad hladinou. S největší pravděpodobností sloužila k ustájení koní, případně dobytka. V současné době (2023) je využívána jako skladiště chaty č. ev. 268.

### Po zániku kláštera
Zbytky kláštera postupně zničily velké povodně a ledové dřenice, například v letech 1529, 1799 nebo 1890. Po zániku kláštera bylo jeho zdivo využito i jako stavební materiál, obyvatelé blízkých sídel, zejména Davle, asi již v 18. a zejména v 19. století pravidelně odváželi kamenné fragmenty na stavbu domů.. Ostrov byl také využíván pro zemědělské účely, byly zde louky a pole, ničená povodněmi; například při letní povodni v září 1888 byl ostrov zaplaven vodou, která poničila úrodu a naplavila písek.
Po roce 1499 na Ostrově vznikl mlýn, který byl před rokem 1687 pobořen a náhradou za něj byl zbudován mlýn nový na levém břehu Vltavy v místě původní fary pod kostelem sv. Kiliána.. Fara byla v roce 1719 přenesena na Ostrov, ale z důvodů problematické přístupnosti ostrova a zanesení ramene Vltavy po povodni se na počátku 50. let 18. století fara vrátila zpět na původní místo a náhradou vznikl mlýn dále po proudu blíže k Davli.
Ostrov byl hluboko do novověku rovněž využíván jako pohřebiště, zejména za morových epidemií, kdy nestačil hřbitov u kostela sv. Kiliána. Např. v roce 1713 zde bylo pohřbeno mnoho osob a dále pak v letech 1771-1775 celkem 384 lidí.  Krom lidských hrobů zde byly při výzkumech nalezeny kostry koní, psů a koček.
Ostrov byl původně mnohem delší (oproti současnému stavu protažený zejména směrem na sever), kiliánské rameno bylo mělké až vyschlé a ostrov s pevninou spojovala potahová stezka, vedoucí po levém břehu Vltavy a po východním břehu ostrova.. Na konci 19. století nebyla většina klášterních fragmentů nad úrovní terénu vůbec patrná. Zbytky kláštera vystupovaly pouze na několika místech u potahové stezky.
Ve druhé polovině 30. let 20. stol. dal tehdejší majitel ostrova – Klub českých turistů – na ostrově postavit loděnici. Klub měl v této době na 30 let pronajatý ostrov od státu a vlastnil provizorní stavby, postavené během archeologického průzkumu.  Stavby ale neměly dlouhého trvání a jejich existenci ukončila pravděpodobně velká povodeň v roce 1940, protože na leteckých snímcích z roku 1946 je nenalezneme. Od poloviny padesátých let 20. století patří ostrov Povodí Vltavy.

### Archeologické výzkumy
První archeologické nálezy měly podobu spontánně objevených pozůstatků, vyplavených z trosek kláštera při větších povodních. Například v květnu 1799 byl po velké povodni na ostrově nalezen v mědi tepaný korpus Krista se zbytky emailu (pocházející z francouzského Limoges z poloviny 13. století), předaný v roce 1818 do Národního muzea. Ve sbírce lapidária Národního muzea je uložena i opuková deska s hlavou muže (mnicha?) ze třetí čtvrtiny 12. století, kterou nalezl a v roce 1863 muzeu věnoval majitel pozemku na Ostrově.
Po odplavení půdy z Ostrova za další velké povodně v roce 1890 došlo k odkrytí podstatných částí zbytků zdiva kláštera. Následně proto v letech 1898–1899 s podporou Archeologické komise České akademie císaře Františka Josefa pro vědy, slovesnost a umění proběhl první rozsáhlejší výzkum v místech zaniklého kláštera pod vedením Bohumila Matějky a následně v roce 1907 za řízení Václava Fabiána. Byly odkryty základy románské baziliky s věžemi, umělecky hodnotné dlaždice a náhrobky opatů ze 14. století. 
V souvislosti s chystanou výstavbou přehrady Vrané, kdy podle nakonec neuskutečněné veze projektu hrozilo zatopení ostrova, proběhl v roce 1925 předběžný zjišťovací průzkum v režii Státního archeologického ústavu pod vedením Jaroslava Böhma. Na něj pak navázal rozsáhlý výzkum Karla Gutha v letech 1933–1934. Hlavním cílem výzkumu bylo poznání architektury kláštera. Ostrov kompletně zbaven vegetace, na jihu byly odkryty základy budov a pro urychlení prací na ostrově vznikla dokonce úzkorozchodná drážka, s jejímž využitím se přemisťovala zemina z oblasti vykopávek v jižní části ostrova do jeho severní části. Jedním z výsledků byl souhrnný plán klášterního komplexu
s vyznačením románské a gotické části staveb vzniklých od 12. do 15. století, který je základní informací o podobě kláštera i v současné době, je však stále doplňován a zpřesňován. Po výzkumech proběhly základní konzervační práce spočívající v nadezdívání korun odhalených zdí ochrannými vrstvami zdiva. Některé odkryté objekty (zdiva, hroby) byly překryty dehtovým papírem a zasypány. 
V roce 1947 se lokalitě věnoval František Stehlík, který uskutečnil mikrosondy v klíčových pozicích zejména baziliky za účelem detailního poznání jednotlivých fází vývoje kláštera. Na základě svých zjištění přistoupil k rekonstrukci románské a gotické podoby jádra kláštera, která v zásadě odpovídá i současnému stavu poznání. 
Další systematické výzkumy prováděl Archeologický ústav ČSAV v roce 1962–1964 pod vedením Miroslava Richtera a Ladislava Špačka, kteří se věnovali složitějším otázkám vývoje, funkce a datování kláštera a zkoumali strukturu staveb v jeho jádru. 
V letech 1975–1983 proběhl další průzkum opět pod vedením Miroslava Richtera, který řešil nejprve lokalitu Sekanka, a následně i klášter a jeho zázemí. Cílem bylo provedení srovnávacího výzkumu souborů hmotné kultury kláštera a jeho zázemí a také zpřesnění vývojových fází kláštera. Po ukončení výzkumu v 80. letech 20. století nastoupila na Ostrově rozsáhlá památková úprava. Originální zdiva byla většinou zcela zasypána a nad terén vyčnívaly jenom nové nadezdívky viditelně oddělené od originálu. I přes tuto péči poničila velká povodeň roku 2002 jak nadezdívky, tak místy i originální zdiva.
Archeologicky prozkoumané území zaujímá plochu přibližně 80×100 m a představuje jen část celého klášterního areálu, který pravděpodobně zabíral většinu plochy současného ostrova, z něhož velká část nebyla dosud archeologicky dotčena. 

## Přístupnost
Ostrov není přístupný suchou nohou, nevede na něj žádný most ani nejezdí pravidelná veřejná lodní doprava. Lze se tam tedy dostat jen s využitím vlastního plavidla nebo plaváním. V jižní části západního pobřeží se nachází dřevěné molo; další vhodné místo na přistání je na pláži na severním pobřeží ostrova. Použitelná je i kamenná rampa uprostřed východního pobřeží; rampa na jihu východního pobřeží je zarostlá. Na levém rameni Vltavy u ostrova bývalo provozováno vodní lyžování.
Od roku 1991 se každý rok na konci června, vždy v neděli po svátku Narození sv. Jana Křtitele (24. 6.), koná poutní slavnost, jejíž účastníci jsou na ostrov sváženi lodí. Nějakou dobu zde k tomuto účelu býval i improvizovaný proutěný oltář.
Nejslavnější pouť se na Ostrově konala pod záštitou Kanceláře prezidenta republiky a za účasti významných osobností českého církevního, kulturního a uměleckého života i zahraničních hostů v roce 1999 u příležitosti 1000 let od založení zdejšího kláštera. Dále například 29. června 2014 byl hlavním celebrantem mše pod širým nebem na základech kláštera pražský arcibiskup kardinál Dominik Duka. V hojném počtu byli zastoupeni členové spolku Vltavan v krojích a s vlajkami, Davle byla při akci slavnostně vyhlášena vorařskou obcí a kardinál Duka pokřtil její novou vlajku. Na akci byla přítomná řada významných osobností, církevní hodnostáři, starostové okolních obcí, několik poslanců a senátorů a zástupci sdělovacích prostředků.. 
Další možnost návštěvy ostrova představují příležitostné exkurze pořádané Regionálním muzeem v Jílovém u Prahy.
Ostrov je ve správě Povodí Vltavy. I přes problematickou přístupnost je ostrov poměrně navštěvovaný. Svědčí o tom vyšlapaná síť pěšin a několik ohnišť. Oficiálně přístupná je pouze jižní část ostrova s pozůstatky kláštera; nejzajímavější části klášterních zbytků jsou propojeny pěšinami. Rovněž k severní pláži vedou od klášterních ruin dvě pěšiny sledující východní a západní pobřeží (to poněkud s větším odstupem). Přístup na jižní cíp ostrova je naproti tomu ve vegetačním období problematický.